# Cascades Carrington
Les cascades Carrington són unes cascades situades al riu Kangaroo, situat a la regió dels Southern Highlands (Terres Altes del Sud) de Nova Gal·les del Sud, Austràlia.

## Localització i característiques
Les caigudes d'aigua se situen on el riu travessa l'escarpament occidental de l'altiplà de Budderoo per baixar a la Vall Kangaroo. Situats a 7 km a l'est-sud-est de Robertson, les cascades estan protegides dins del Parc Nacional de Budderoo, a una elevació aproximada de 542 metres sobre el nivell del mar i baixen aproximadament fins als 130-160 metres, des de l'altiplà fins al fons de la vall.
Les instal·lacions d'esbarjo situades a la part superior de les cascades van ser greument danyades per un incendi al maig del 2016, i van romandre tancades per a la seva reparació fins al desembre del 2018. Les instal·lacions d'esbarjo (àrea de pícnic Thomas Place) i tres miradors de l'est van tornar a obrir-se al públic el gener del 2019.
Un tauler d'anuncis del lloc diu el següent:
Els colons de les cascades Carrington: el topògraf Robert Hoddle va examinar una pista de Bong Bong a Kiama el 1830 que travessava per l'antiga gruixuda selva coneguda com a Yarrawa Brush. El municipi de Robertson es va desenvolupar després de la aprovació de la Robertson Land Act de 1861, que va animar la gent a establir-se a la zona.
Personatges de Carrington: La creació d'una dinastia: John Missingham i la seva dona Mary es van traslladar de la vall de Jamberoo a les Cascades Carrington a la dècada del 1880. Era difícil trobar feina, però John finalment va obtenir feina a Robertson construint tanques i jardins de cavalls. Sense educació, però ambiciós, John va prendre mesures audaces per millorar la seva situació. Determinat a aprendre a llegir i escriure, John caminava deu quilòmetres per assistir a l'escola nocturna a la casa del professor local de Robertson. A mesura que avançava la seva formació, John es va convertir en un lector compulsiu i va desenvolupar una de les biblioteques més completes de la regió. Per assegurar-se que els fills de Missingham (tots vuit) guanyessin amb els seus esforços, John i Mary van proporcionar allotjament al professor local i una sala escolar de casa seva. La seva llar també es duplicava com a església un cop al mes. John Missingham va ser actiu a la comunitat, elegit conseller del Consell de Shing de Wingecarribee i membre de diversos comitès locals. També va desenvolupar una passió pel bosc al voltant de les cascades Carrington i va ser membre del primer trust.
Treballant al molí; Una vida perillosa: a principis dels anys 1900, John Missingham va comprar una fàbrica de fustes a les Cascades Carrington i va establir el seu negoci de serrador. Es va iniciar principalment en propietats privades, però finalment va obtenir una llicència de la Corona per treure la fusta adequada dels boscos dels voltants. La major part de la fusta eliminada era la fusta dura (eucaliptus) - destinada a la construcció de cases de la zona. «Va registrar el que necessitaven, emprant homes locals utilitzant equips de bous per carregar els troncs al molí». Fins a la dècada dels anys quaranta un equip de bous va arrossegar els troncs al llarg de la vora de l'escarpament fins al molí. Era un negoci molt arriscat, especialment difícil de pujar i baixar escarpades pendents per pistes molt difícils. Els bous van ser finalment substituïts per camions, però les condicions encara eren força perilloses. Quatre generacions de Missinghams van treballar la serradora familiar fins al seu tancament a la dècada del 1980